# Rikard Milton
Rikard Jack Milton (* 22. Juni 1965 in Uppsala) ist ein ehemaliger schwedischer Schwimmer, der bei Olympischen Spielen eine Bronzemedaille gewann.

## Karriere
Bei den Olympischen Spielen 1984 in Los Angeles erreichte die schwedische 4-mal-100-Meter-Freistilstaffel mit Rikard Milton, Michael Söderlund, Mikael Örn und Per Johansson mit der drittbesten Zeit das Finale. Im Endlauf schwammen Thomas Lejdström, Bengt Baron, Mikael Örn und Per Johansson auf den dritten Platz hinter der Staffel aus den Vereinigten Staaten und den Australiern. Milton und Söderlund erhielten für ihren Vorlaufeinsatz ebenfalls eine Medaille.
Vier Jahre später trat Milton bei den Olympischen Spielen 1988 in Seoul erneut im Vorlauf der 4-mal-100-Meter-Freistilstaffel an. Tommy Werner, Rikard Milton, Joakim Holmquist und Göran Titus gewannen ihren Vorlauf und erreichten das Finale mit der insgesamt fünftbesten Vorlaufzeit. Im Finale belegten Per Johansson, Tommy Werner, Joakim Holmquist und Göran Titus ebenfalls den fünften Platz.
Der 1,85 m große Rikard Milton schwamm für den Upsala Simsällskap.